# Khoo Boon Hui
Khoo Boon Hui (chinois simplifié : 邱文晖 ; chinois traditionnel : 邱文暉 ; pinyin : qiū wénhuī ; pe̍h-ōe-jī : Khu Bûn-hui), né en 1954, à Singapour, en est secrétaire du Ministre de l'intérieur de Singapour (en) et président d'Interpol, de 2008 à 2012.
Après sa retraite, il s'est affilié à plusieurs commissions internationales et organisations. Il est actif notamment auprès de l'organisation Justice for Peace, ainsi qu'alumni senior du Civil Service College de Singapour et de la Home Team Academy. Il fait également partie de nombreux conseils d'administration dans les domaines de la banque, la santé, la technologie et la cybersecurité, dont le CyberPeace Institute de Genève.